# Burg Adenbach
Die Burg Adenbach befindet sich in Ahrweiler, einem Stadtteil von Bad Neuenahr-Ahrweiler im rheinland-pfälzischen Landkreis Ahrweiler. Das Gebäude in der Adenbachhutstraße 1 ist ein geschütztes Kulturdenkmal.

## Geschichte
Die Burg geht auf einen Herrensitz des ausgehenden Mittelalters zurück, der im 19. Jahrhundert in den Besitz des Freiherrn von Loë kam. In den 1930er Jahren befand sich im Gebäude eine Jugendherberge. Seit umfangreichen Sanierungsmaßnahmen Ende der 1980er Jahre beheimatet es ein Hotel mit Restaurant.

## Architektur
Der Bruchsteinbau, teilweise mit Fachwerk, besitzt einen oktogonalen Turm. 1903 wurde das alte Gebäude weitgehend überformt und bei den Umbaumaßnahmen Ende der 1980er Jahre den modernen Bedürfnissen angepasst. Der langgestreckte zweigeschossige Wohnbau besitzt an der Traufseite und an der westlichen Schmalseite jeweils einen Treppengiebel.